# Grand Champion
Grand Champion (v anglickém originále Grand Champion) je americká filmová komedie z roku 2002. Režisérem filmu je Barry Tubb. Hlavní role ve filmu ztvárnili Joey Lauren Adams, Jacob Fisher, Emma Roberts, Barry Tubb a Natalie Maines.

## Obsazení
| Joey Lauren Adams | Hallie        |
| Jacob Fisher      | Buddy         |
| Emma Roberts      | sestra        |
| Barry Tubb        | dr. Alfred    |
| Natalie Maines    | Fiona         |
| Eloise DeJoria    | Mitzi Bloomer |
| Andy Buckley      | Frank Bloomer |
| Bruce Willis      | Blandford     |
| Julia Roberts     | Jolene        |